# Focal
Focal är ett franskt företag som är baserat i Saint-Étienne i Frankrike. Focal specialiserar sig på att designa och tillverka högkvalitativa ljudsystem.
Focal är mest kända för att ha tillverkat sin högtalare Grande Utopia som gav företaget sitt världsomspännande rykte eftersom högtalaren enligt många anses vara en av världens bästa högkvalitativa högtalare. I Sverige kostar ett par av Grande Utopia närmare 2,3 miljoner kronor.
Focal omsätter ungefär 53 miljoner euro per år och har idag 230 anställda vid sin anläggning i Saint-Étienne. Anläggningen exporterar närmare 70% av allt som tillverkas.

## Partnerskap

### Fordon
Focal inledde ett samarbete med flera franska biltillverkare för att utrusta fordon med sina högtalarsystem. De första fordonen som kom att ha ljudsystem från Focal var bilmodeller från Peugeot, bland annat 3008 SUV, 5008 SUV, 508 och SUV 2008 under 2016. Därefter DS7 Crossback och DS3 Crossback från DS Automobiles.

### Ubisoft
I september 2017 inledde Focal ett samarbete med Ubisoft, en fransk spelutgivare, inför lanseringen av Assassin's Creed Origins för att ta fram ett begränsat antal hörlurar med en speciell design.

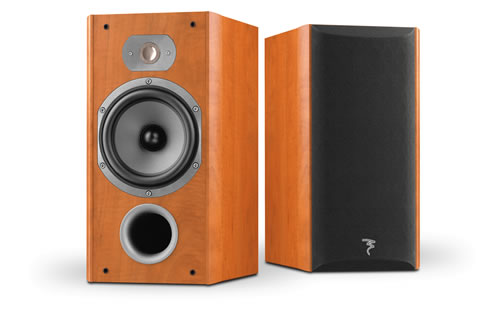
Ett par högtalare från Focal.

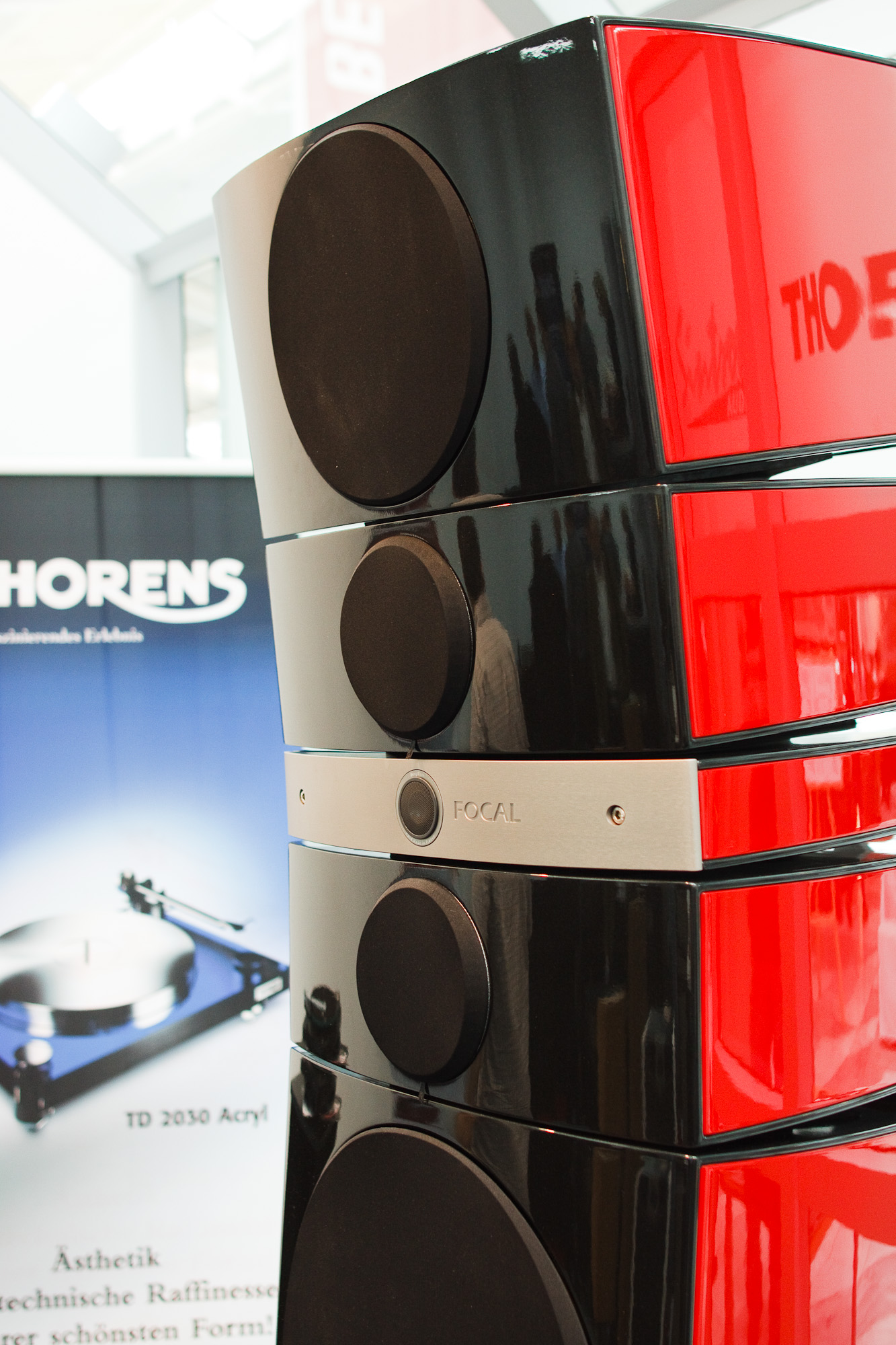
Focal Grande Utopia.